# Richie Hayward
Richie Hayward (6 de fevereiro de 1946 — 12 de agosto de 2010) foi o baterista e co-fundador da banda de rock Little Feat. Trabalhou também como músico de sessão, além de participar de diversos outros conjuntos.
Diagnosticado com câncer de fígado em agosto de 2009, morreu um ano depois em decorrência de complicações da doença.